# Maianthemum racemosum
Maïanthème à grappes, Smilacine à grappes, Faux sceau de Salomon
Espèce
Maianthemum racemosum, le Maïanthème à grappes, Smilacine à grappes ou Faux sceau de Salomon, est une espèce de plantes à fleurs originaire d'Amérique du Nord. C'est une plante commune présente dans tous les États américains à l'exception d'Hawaï, et dans toutes les provinces et territoires canadiens (à l'exception du Nunavut et du Yukon), ainsi que du Mexique.

## Noms vernaculaires
Ce taxon porte en français les noms vernaculaires ou normalisés « Smilacine à grappes »,, « Maïanthème à grappes » ou « Faux sceau de Salomon ».

## Description

### Appareil végétatif
Le smilacine à grappes est une plante à croissance lente pouvant atteindre 50 cm de hauteur, parfois plus. Elle survit et se reproduit par un rhizome souterrain. Lorsqu’elle se reproduit par graines celles-ci ont besoin de deux années pour germer. Cinq années de croissance supplémentaires seront nécessaires avant la première floraison. Au printemps on remarque ses feuilles à nervures parallèles, disposées de part et d’autre d’une tige unique, arquée et zigzagante. Les jeunes individus ressemblent à plusieurs autres plantes printanières, dont le sceau-de-Salomon pubescent (Polygonatum pubescens). Cependant, on peut facilement identifier la smilacine par le bord ondulé de ses feuilles et leur coloration rouge à la jonction avec la tige.

### Appareil reproducteur
Les fleurs sont petites, blanches. Elles possèdent six tépales et de longues étamines. Elles sont regroupées à l’extrémité de la tige en une panicule de plusieurs fleurs, parfois plus de 200, qui s’ouvrent graduellement et qu’on peut voir à partir du mois de mai. Chez les individus matures, la panicule de fleurs se forme tôt en saison et est bien visible même avant l’ouverture des fleurs.
Les ovules du Maïanthème à grappes présentent deux particularités, ils peuvent s'autoféconder, ce qui est une bonne chose vue que la fécondation n'est pas possible dû à une malformation du pollen, et chaque ovule développe plusieurs embryons, bien qu'un seul atteigne la maturité.
La smilacine est tout aussi spectaculaire à l’automne avec ses grappes de fruits rouge vif lorsque mûrs. Chaque baie charnue et à chair un peu translucide contient généralement une seule graine, très grosse. Les fruits, au goût légèrement acidulé, sont comestibles mais laxatifs. Il ne faut pas en abuser et surtout ne pas les confondre avec les fruits rouges de l’Actée qui eux sont très toxiques.

## Synonymes
- Convallaria ciliata (Desf.) Poir.[5]
- Convallaria racemosa L.[5]
- Maianthemum racemosum subsp. racemosum[5]
- Polygonastrum racemosum (L.) Moench[5]
- Sigillaria ciliata (Desf.) Raf.[5]
- Sigillaria multiflora Raf.[5]
- Smilacina ciliata Desf.[5]
- Smilacina flexicaulis Wender.[5]
- Smilacina latifolia Nutt. ex Baker[5]
- Smilacina racemosa (L.) Desf.[5]
- Tovaria racemosa (L.) Neck. ex Baker[5]
- Unifolium racemosum (L.) Britton[5]
- Vagnera australis Small[5]
- Vagnera racemosa (L.) Morong[5]

## Sous-espèces
La flore de l'Amérique du Nord reconnaît deux sous-espèces : 
- Maianthemum racemosum subsp. amplexicaule (Nuttall) LaFrankie ;
- Maianthemum racemosum subsp. racemosum.

Ces deux sous-espèces sont géographiquement séparées, la subsp. amplexicaule est occidentale, et la subsp. racemosum se rencontre dans l'Est, avec un certain chevauchement dans les États du centre. Les plantes occidentales (subsp. amplexicaule) ont des tiges et des feuilles dressées avec une base arrondie et des feuilles supérieures avec des pointes courtes. La sous-espèce orientale (subsp. racemosum) a tendance à avoir des tiges arquées, des feuilles avec un pétiole court et des extrémités des feuilles supérieures avec une pointe allongée de 12 à 25 mm de long. Les analyses phylogénétiques montrent cependant qu'il existe des différences moléculaires et ces différences, combinées à la séparation géographique et aux différences morphologiques, suggèrent que celles-ci devraient être considérées comme des espèces distinctes : Maianthemum amplexicaule (Nutt.) WA Weber pour les espèces occidentales et Maianthemum racemosum (Linnaeus) Link pour l'est.

## Habitat et distribution
Elle pousse isolée ou en colonies dans les érablières, parfois le long des cours d'eau dans les frênaies à orme et également dans les clairières. La smilacine est abondante dans les Basses-Terres du Saint-Laurent, le sud des Laurentides, les Appalaches et la Gaspésie. On la trouve également en Nouvelle-Écosse, à l'Île du Prince-Édouard, jusqu'en Colombie-Britannique ainsi que dans le nord des États-Unis.

## Écologie
Les oiseaux se nourrissent de ses fruits rouges lorsque les autres aliments se font rares. Les souris peuvent aussi manger ses fruits.

## Culture
Aujourd’hui, cette plante est peu utilisée en herboristerie moderne, mais elle peut être recommandée comme couvre-sol dans les jardins boisés. Sans sa floraison ou sa fructification peut être confondue avec le Polygonatum pubescens. Il faut donc savoir que cette dernière plante possède des poils sur les nervures du dessous des feuilles, ce qui n’est pas le cas du maïanthème à grappes.

## Utilisations

### Médicales
Les Abénaquis employaient la smilacine contre les vomissements de sang chez les hommes, alors qu'ils utilisaient le sceau-de-Salomon pour les femmes. Ils croyaient que ces deux plantes étaient des formes différentes de la même espèce.

### Alimentaires
Ses jeunes pousses se mangent comme des asperges et ses fruits sont purgatifs. Comme cette espèce n'est pas très commune, il est recommandé de ne pas la consommer lorsque d'autres sources de nourriture sont disponibles.

## Galerie

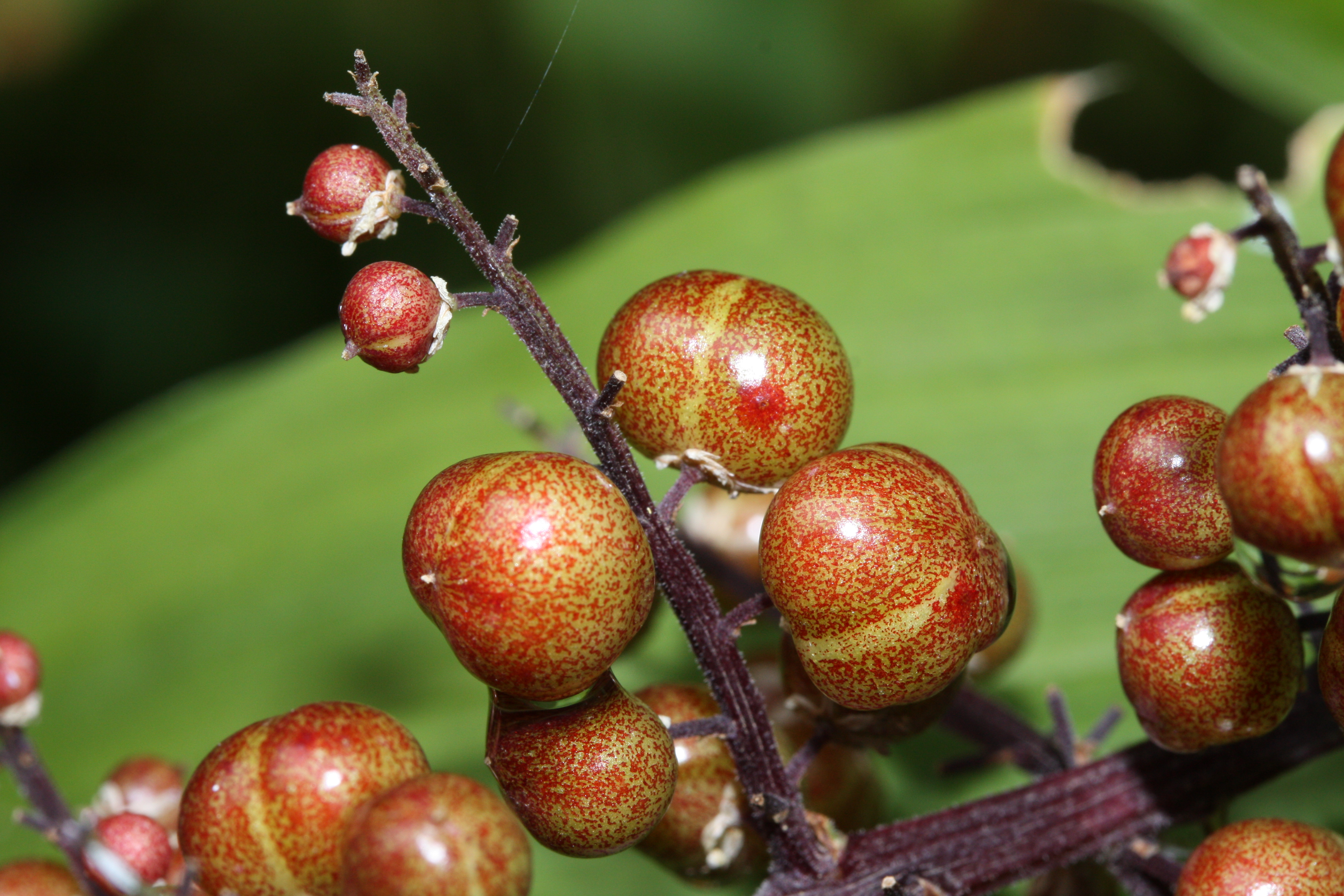
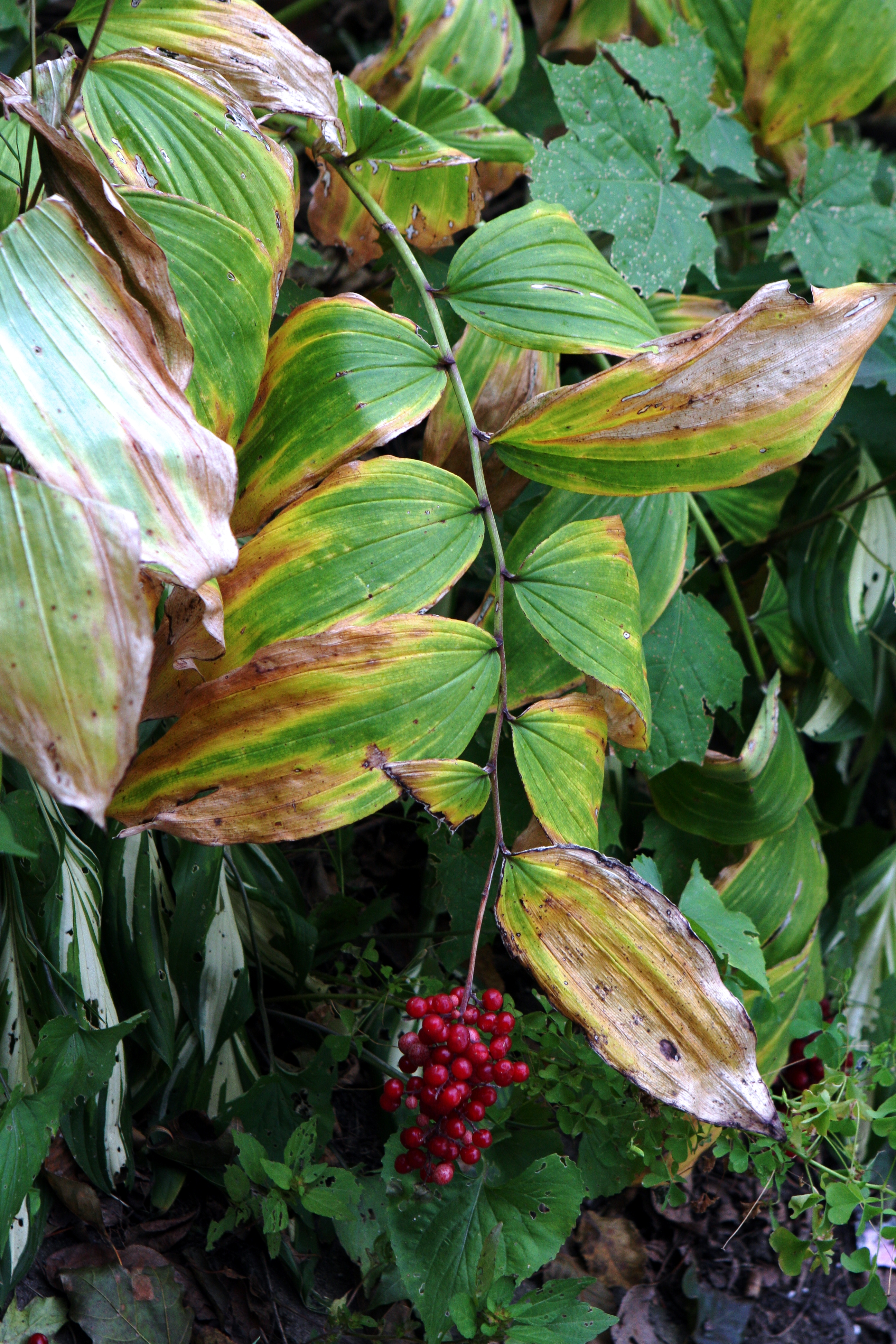
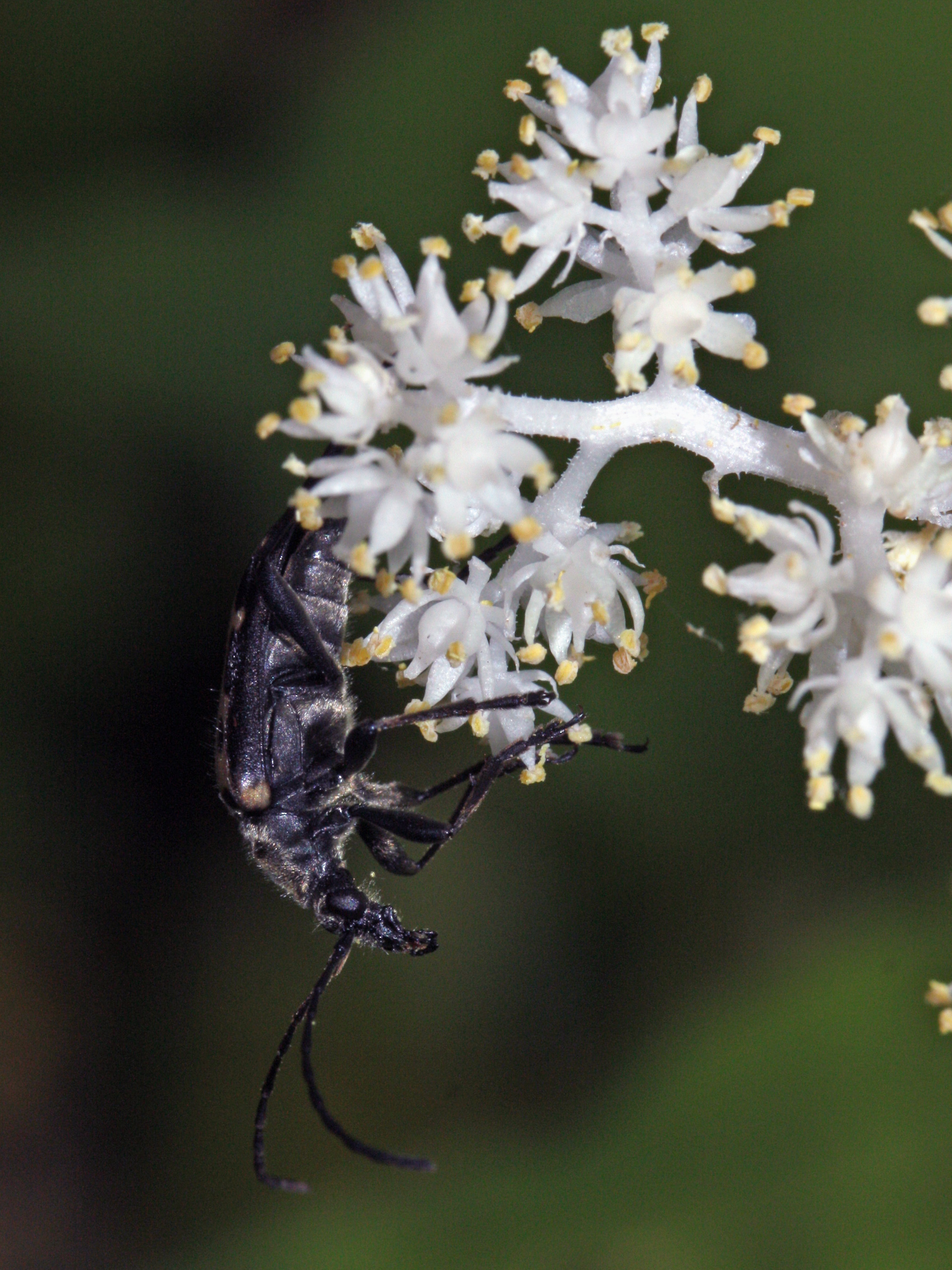
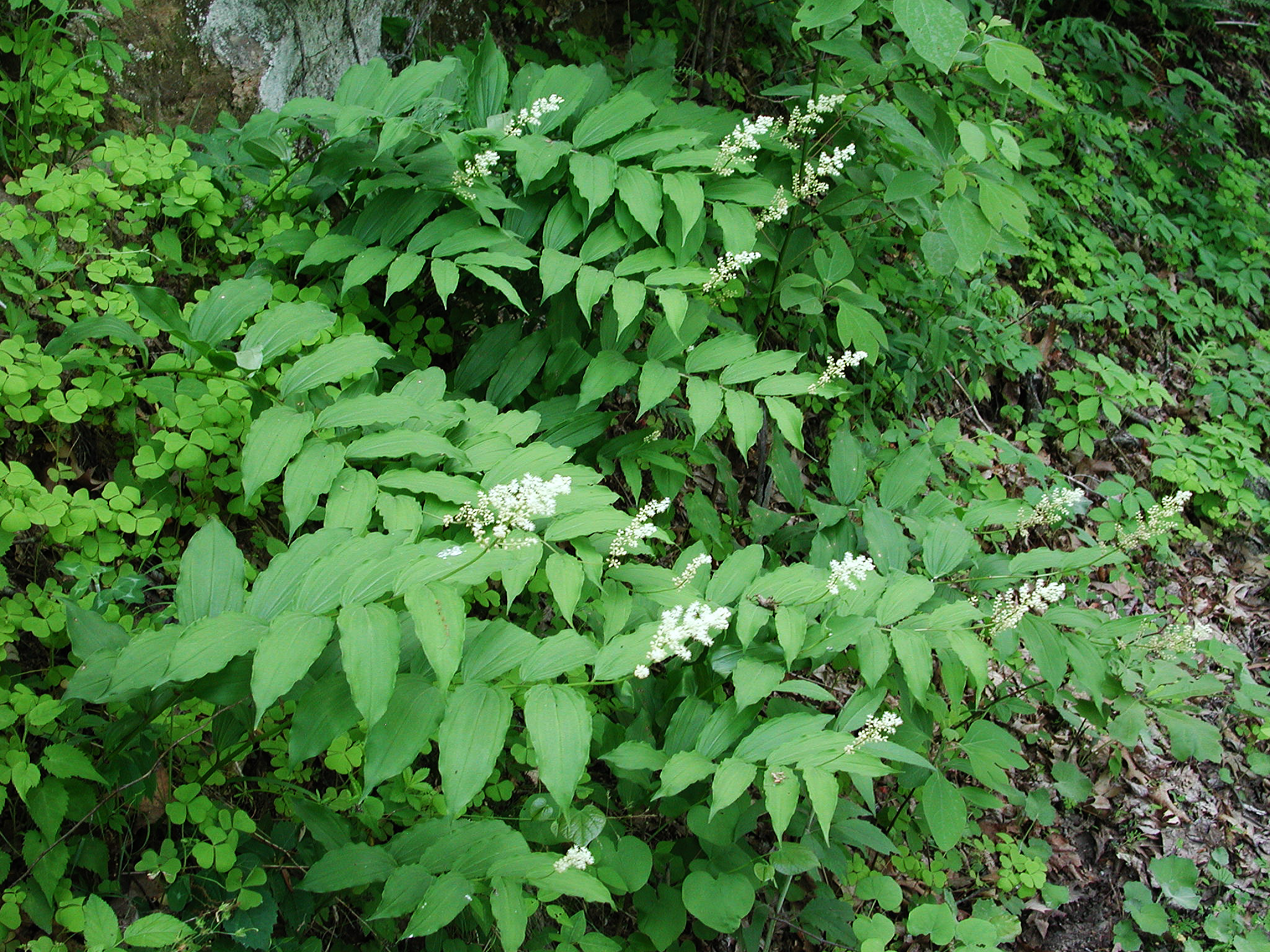
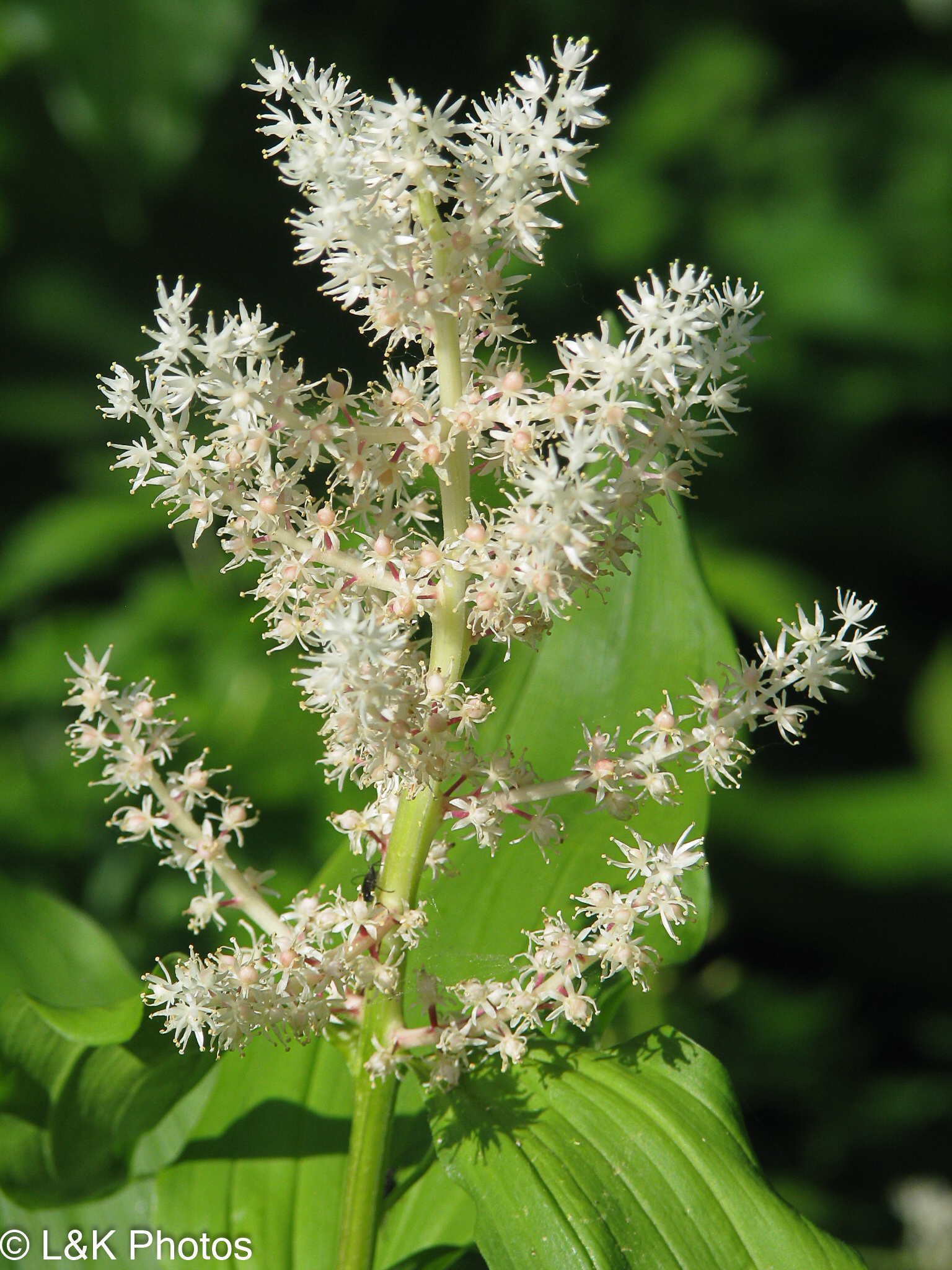
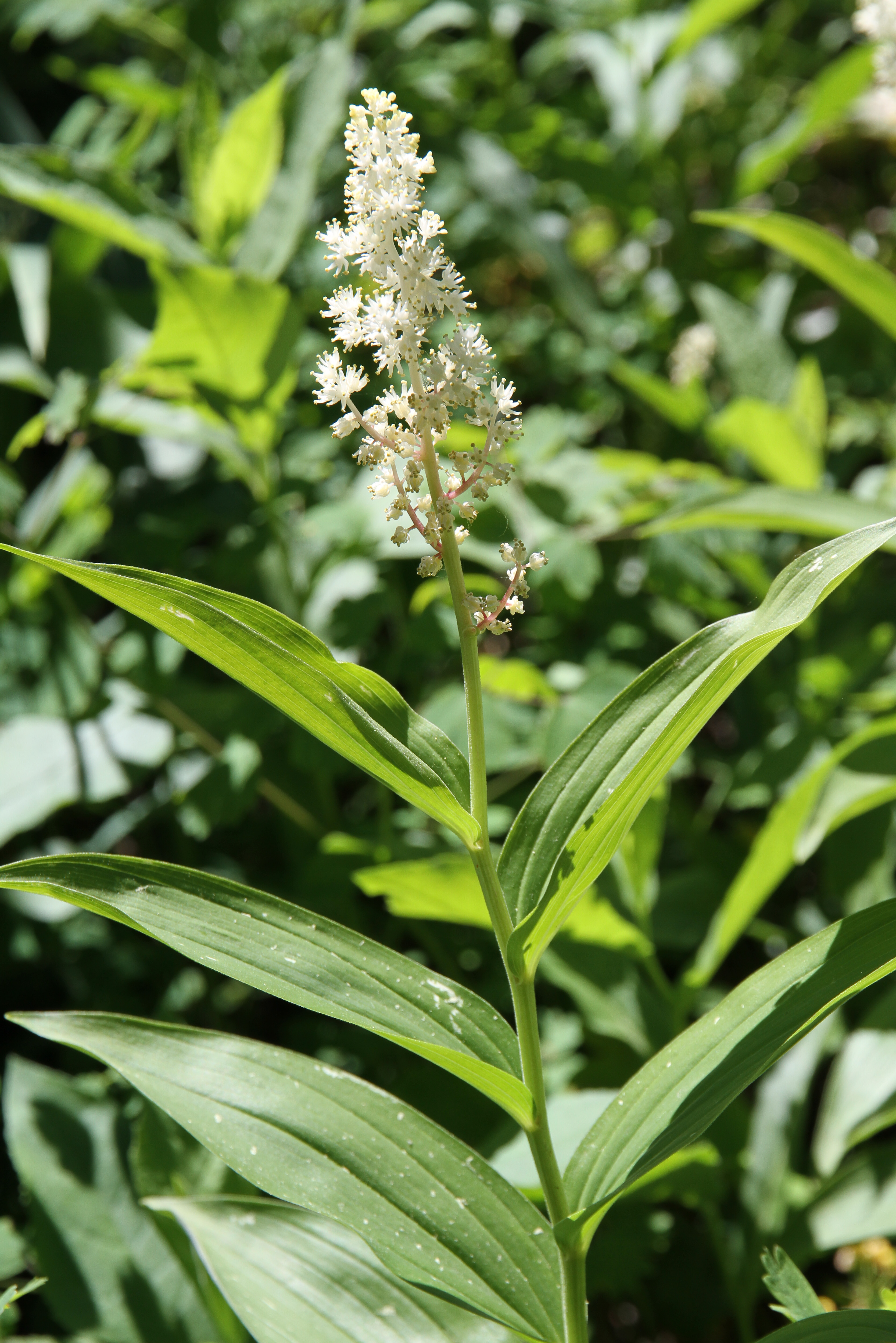